# Paragnetina hummelina
Paragnetina hummelina is een steenvlieg uit de familie borstelsteenvliegen (Perlidae). De wetenschappelijke naam van de soort is voor het eerst geldig gepubliceerd in 1936 door Navás.